# زبرموداران
زبرموداران(نام علمی: Chaetophoraceae) نام یک تیره از راسته زبرموسانان است.